# Nepsera aquatica
Nepsera aquatica är en tvåhjärtbladig växtart som först beskrevs av Jean Baptiste Christophe Fusée Aublet, och fick sitt nu gällande namn av Charles Victor Naudin. Nepsera aquatica ingår i släktet Nepsera och familjen Melastomataceae. Inga underarter finns listade i Catalogue of Life.